# Lubań (województwo pomorskie)
Lubań (kasz. Lubań) – wieś w Polsce położona w województwie pomorskim, w powiecie kościerskim, w gminie Nowa Karczma na pograniczu kaszubsko-kociewskim, przy drodze wojewódzkiej nr . Wieś jest siedzibą sołectwa Lubań, w którego skład wchodzi również miejscowość Zielona Wieś. Położenie przy drodze wojewódzkiej nr 221 Kościerzyna-Gdańsk Orunia zapewnia dogodne połączenia komunikacyjne.
W miejscowości znajdują się szkoła podstawowa, gimnazjum oraz Powiatowy Zespół Szkół. Od 1992 na początku czerwca odbywają się Targi Rolno-Przemysłowe, wraz z towarzyszącą Pomorską Wojewódzką Wystawą Zwierząt Hodowlanych (w 2014 odwiedzone przez 50 tys. osób), a pod koniec września odbywa się Kaszubska Jesień Rolnicza.

## Historia
Pierwsze wzmianki o Lubaniu pochodzą z ok. 1280 roku. Tereny wsi były we władaniu właścicieli ziemskich aż do końca II wojny światowej, kiedy to ostatni właściciel pochodzenia niemieckiego został zamordowany przez żołnierzy rosyjskich na terenie swojej posiadłości, która popularnie zwana Pałacem jest jedną z najstarszych budowli na terenie Lubania.
Od 1956 r. ważny rolny ośrodek wdrożeniowo-upowszechnieniowy i szkoleniowy na terenie dawnego (RRZD, następnie WODR i WOPR-Wojewódzki Ośrodek Postępu Rolniczego) województwa gdańskiego. Obecnie siedziba Pomorskiego Ośrodka Doradztwa Rolniczego.
W latach 1945–1998 (a więc również po reformie 1975) miejscowość administracyjnie należała do województwa gdańskiego.

## Kościół
W latach 1987–1990 we wsi wybudowano kościół filialny parafii w Rekownicy pw. św. Piotra i Pawła, który 30 czerwca 1990 poświęcono, zaś 20 października 2012 jego wezwanie zmieniono na św. Jana Pawła II po tym, jak bp Wiesław Śmigiel wprowadził do świątyni relikwie Jana Pawła II.

## Nazwy źródłowe miejscowości
kasz. Lëbòniô, Lubóń, Lubóniô, Lubòniô, niem. Lubahn, dawniej Lubania